# Symmachia virgaurea
Symmachia virgaurea is een vlindersoort uit de familie van de prachtvlinders (Riodinidae), onderfamilie Riodininae.
Symmachia virgaurea werd in 1910 beschreven door Stichel.